# Marco Zambuto
Marco Zambuto (né à Agrigente le 10 avril 1973) est un homme politique italien.

## Biographie
Marco Zambuto est né le 10 avril 1973 à Agrigente, en Sicile. Il fréquente le lycée classique (du nom d'Empédocle ) et  est diplômé en droit de l'université de Palerme. Depuis 1999 il est avocat,.
Marco Zambuto commence sa carrière politique à la Démocratie Chrétienne (DC). Après la dissolution du parti en 1994, il rejoint les chrétiens-démocrates unis (CDU) en 1995 et est réélu avec ce parti  en 1997. Il se présente à la mairie d'Agrigente aux élections locales  de 2007, soutenu par une coalition composée de l'Union du centre (UdC), des Démocrates de gauche (DS) et de l'UDEUR. Il est élu au second tour et  prend ses fonctions le 29 mai 2007 .
Lors des élections municipales italiennes de 2012, Marco Zambuto est réélu pour un second mandat  le 23 mai 2012,. Il  démissionne le 13 juin 2014 après une condamnation pour abus de pouvoir, annulée en appel cinq mois plus tard. En 2023, aux côtés des politiciens d'Action Carlo Calenda, Enrico Costa et Mariastella Gelmini, il présente une proposition de loi visant à dépénaliser l'abus de fonction.
Après avoir été membre du Peuple de la Liberté (PdL) de 2008 à 2010, Marco Zambuto  rejoint en 2013 le Parti Démocrate (PD) sous la direction du nouveau secrétaire du parti , Matteo Renzi,,. Le 31 mars 2015, il démissionné de son poste de président de l'Assemblée régionale du PD en Sicile à la suite d'une controverse déclenchée par sa visite à Silvio Berlusconi à Arcore. Il  quitté le PD en 2019 et rejoint Forza Italia (FI) de Berlusconi. En 2020, il se présenté de nouveau à la mairie d'Agrigente, soutenu par FI, UdC et DiventeràBellissima, mais n'est pas élu.
Pour les élections au Parlement européen de 2024 en Italie, Marco Zambuto est candidat au sein de la Démocratie chrétienne de Sicile (DCS) de Salvatore Cuffaro dans le cadre d'un accord entre Renzi et Cuffaro, sur la liste  de Renew Europe en Italie,, Cela  provoque une controverse parmi les libéraux italiens, dont Calenda et le président de More Europe, Federico Pizzarotti,,.